# Открытый чемпионат Австралии по теннису 2020
О турнирах в одиночных разрядах см.: мужчины, женщины
Открытый чемпионат Австралии 2020 (англ. 2020 Australian Open) — 108-й розыгрыш ежегодного профессионального теннисного турнира серии Большого шлема, приводящегося в австралийском городе Мельбурн на кортах спортивного комплекса «Мельбурн-Парк». Традиционно были выявлены победители соревнований в пяти разрядах у взрослых: в двух одиночных и трёх парных.
Матчи основных сеток Открытого чемпионата Австралии 2020 прошли с 20 января по 2 февраля. Соревнование традиционно открывает сезон турниров серии Большого шлема в рамках календарного года. Как и в предыдущие годы, главным спонсором турнира является Kia. Призовой фонд турнира составил 71 000 000 A$.

## Победители

### Взрослые

#### Мужчины. Одиночный разряд
Новак Джокович —  Доминик Тим — 6-4, 4-6, 2-6, 6-3, 6-4.

#### Женщины. Одиночный разряд
София Кенин —  Гарбинье Мугуруса — 4-6, 6-2, 6-2.

#### Мужчины. Парный разряд
Раджив Рам /  Джо Солсбери —  Макс Пёрселл /  Люк Сэвилл — 6-4, 6-2.

#### Женщины. Парный разряд
Тимея Бабош /  Кристина Младенович —  Се Шувэй /  Барбора Стрыцова — 6-2, 6-1.

#### Смешанный парный разряд
Барбора Крейчикова /  Никола Мектич —  Бетани Маттек-Сандс /  Джейми Маррей — 5-7, 6-4, [10-1].

### Юниоры

#### Юноши. Одиночный разряд
Арольд Майо —  Артюр Казо — 6-4, 6-1.

#### Девушки. Одиночный разряд
Виктория Хименес Касинцева —  Вероника Башак — 5-7, 6-2, 6-2.

#### Юноши. Парный разряд
Николас Давид Ионел и  Леандро Риди —  Миколай Лоренс и  Карлис Озолиньш — 6–7(8–10), 7–5, [10–4].

#### Девушки. Парный разряд
Александра Эала и  Приска Маделин Нугрохо —  Жива Фалкнер и  Матильда Мутавджич — 6–1, 6–2.